# Nototriton richardi
Espèce
Synonymes
- Parvimolge richardi Taylor, 1949

Statut de conservation UICN

 NT  : Quasi menacé
Nototriton richardi est une espèce d'urodèles de la famille des Plethodontidae.

## Répartition
Cette espèce est endémique du centre du Costa Rica. Elle se rencontre entre 1 370 et 1 800 m d'altitude sur le versant Atlantique de la cordillère Centrale.

## Étymologie
Cette espèce est nommée en l'honneur de Richard Clark Taylor, le découvreur de l'holotype et le fils d'Edward Harrison Taylor,.

## Publication originale
- Taylor, 1949 : New salamanders from Costa Rica. University of Kansas Science Bulletin, vol. 33, no 6, p. 279-288 (texte intégral).